# Raion

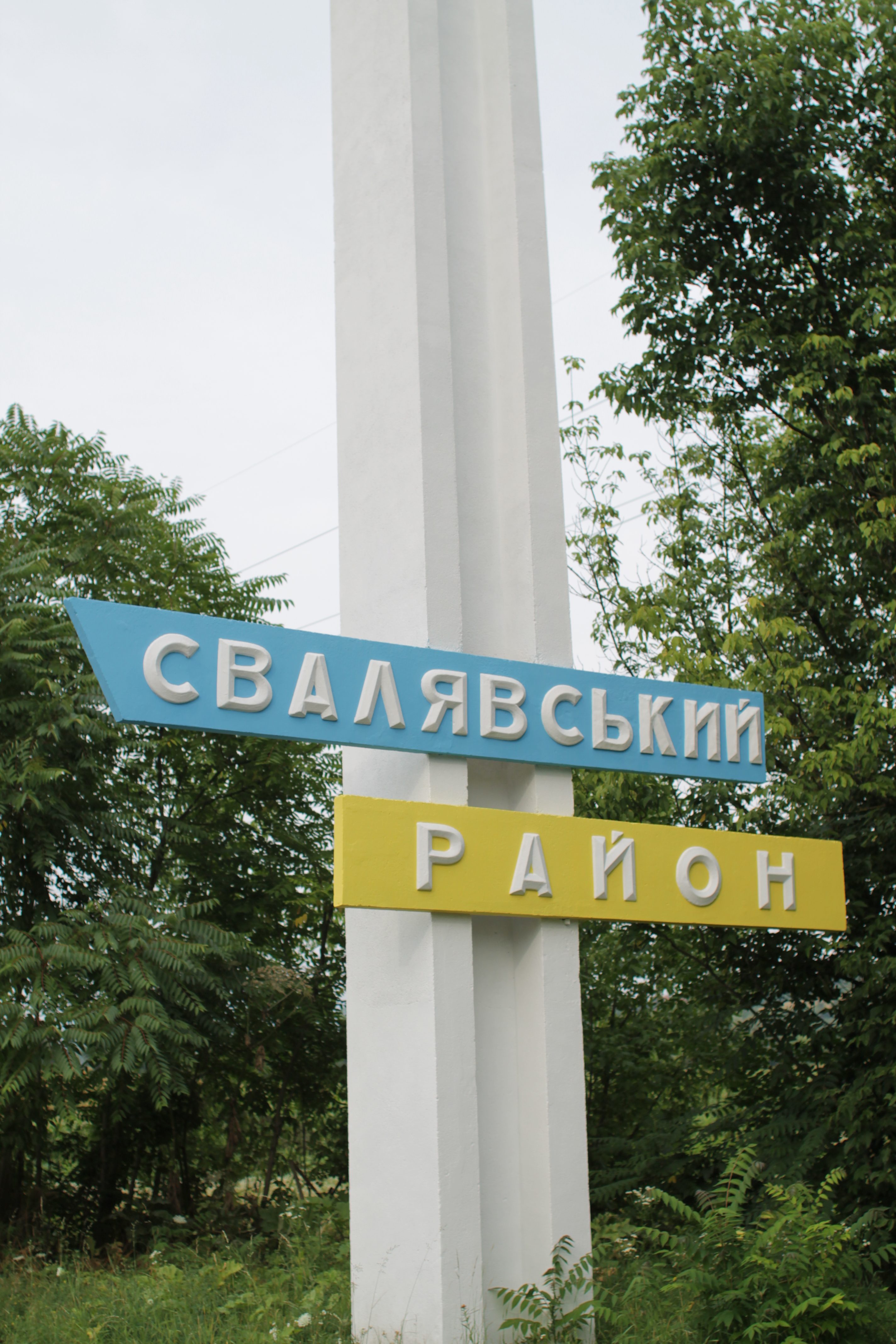
Raion de Svalyavsky

Um raion ou rayon (russo e ucraniano: райо́н; azeri: rayon; bielorrusso: раён; georgiano: რაიონი raioni; letão: rajons; lituano: rajonas; romeno e moldavo: raion) é um tipo de subdivisão administrativa pós-soviética do território de alguns países. O termo é empregado para designar tanto uma subdivisão administrativa como a divisão de uma cidade e costuma ser traduzido como "distrito". Mas em Portugal e Brasil o termo corresponde a um município. Como regra, um raion é uma subdivisão de segundo nível.

## Na União Soviética
Na União Soviética, os raions eram divisões administrativas criadas nos anos 1920 para reduzir o número de subdivisões territoriais herdadas do Império Russo e para simplificar as suas burocracias. O processo de conversão para o sistema de raions chamava-se raionirovanie ("regionalização") e teve início em 1923, nos Urais, Cáucaso do Norte e Sibéria, como parte de uma reforma administrativa soviética. O processo continuou até 1929, quando a maior parte do país já havia sido dividida em raions.
O conceito de raionirovanie encontrou resistência em algumas repúblicas, como a Ucrânia, onde chefes locais alegaram que o conceito de raions era muito centralizado e ignorava costumes regionais. Este ponto de vista foi apoiado pelo Comissariado Soviético para Nacionalidades, mas o território soviético como um todo terminou sendo dividido conforme o novo sistema.
Os raions soviéticos elegiam um conselho distrital (raysovet) e eram chefiados por um chefe da administração que era eleito ou indicado.

## Países pós-soviéticos
Após a dissolução da União Soviética, os raions continuaram a ser usados como divisão administrativa no Azerbaijão, na Bielorrússia, na Geórgia, na Letônia, na Moldávia, na Rússia e na Ucrânia.